# ماریو مارتونه
ماریو مارتونه (ایتالیایی: Mario Martone؛ زادهٔ ۲۰ نوامبر ۱۹۵۹) کارگردان، و فیلم‌نامه‌نویس اهل ایتالیا است. وی از سال ۱۹۸۵ میلادی تاکنون مشغول فعالیت بوده‌است.

او ۱۵ فیلم از سال ۱۹۸۵ کارگردانی کرده‌است و فیلم عشق کثیف به جشنواره فیلم کن سال ۱۹۹۵ را ه یافت. فیلم برادران ایتالیا در سال ۲۰۱۰ دربرای کسب شیر طلایی ۶۷ مین جشنواره فیلم ونیز مسابقه داد.

## فیلمشناسی
- کاپری-انقلاب (۲۰۱۸)
- لئوپاردی (۲۰۱۴)
- عشق پردردسر (۱۹۹۵)